# Baby Ariel
Ariel Rebecca Martin (Pembroke Pines, Florida, 22 de novembre de 2000) coneguda professionalment com Baby Ariel, és una personalitat nord-americana de les xarxes socials que va saltar a la fama després de publicar vídeos de sincronització de llavis a la desapareguda aplicació per compartir vídeos Musical.ly (ara coneguda com a TikTok). Va ser reconeguda com una de les persones més influents d'Internet per la revista Time el 2017, i va aparèixer a la llista de Forbes 2017 dels principals influenciadors d'entreteniment.
Ariel és coneguda pel seu contingut a les xarxes socials, especialment pel seu treball a la plataforma de xarxes socials TikTok, i per protagonitzar Wynter Barkowitz a la pel·lícula original de Disney Channel Zombis 2. Té més de 36,1 milions de seguidors de TikTok, 10,7 milions de seguidors d'Instagram, 2,93 milions de subscriptors de YouTube i 1,1 milions de seguidors de Twitter. Va guanyar el Teen Choice Award per "Choice Muser" el 2016 i el 2017.

## Filmografia
- 2017 : Bizaardvark ... Tiffany
- 2018 : Chicken Girls ... Dru
- 2018 : Baby Doll Records ... Dru
- 2018 : Henry Pericol ... Patina
- 2019 : Bixler High Private Eye ... Kenzie Messina
- 2020 : Zombies 2 ... Wynter
- 2021 : Family Reunion ... Jinji Starr
- 2022 : Zombies 3 ... Wynter